# حسینقلی‌خان جهانسوز
حسینقلی‌خان جهانسوز (۱۱۶۴ (قمری) – ۱۱۹۱ (قمری)) پسر دوم محمدحسن‌خان رئیس ایل قاجار، برادر تنی آقامحمدخان و پدر فتحعلی‌شاه بود.
پس از کشته شدن محمدحسن‌خان قاجار، حسینقلی‌خان و برادرش آقامحمدخان با دستور کریم‌خان زند به‌عنوان گروگان به شیراز برده شدند. کریم‌خان در سال ۱۱۸۲ (قمری) حکومت دامغان را به حسینقلی‌خان سپرد.

## شورش
حسینقلی‌خان در سال ۱۱۸۴ (قمری) زمانی که حاکم دامغان بود، دست به شورش زد. در این که وی برای انتقام خون پدرش از حسن‌خان دولّو (بیگلربیگی استرآباد) شورش نمود یا برای نافرمانی از کریم‌خان مورد اختلاف است.
نخستین حمله حسینقلی‌خان به حصار نمکه دامغان بود که در آن بسیاری را کشت و از همین رو به جهانسوز ملقب شد. سپس به جهت تعقیب حسن‌خان دولّو به مازندران لشکر کشید. کریم‌خان سپاهی را به فرماندهی زکی‌خان به آن خطه فرستاد؛ اما این سردار کاری از پیش نبرد چرا که حسینقلی‌خان پس از تحمل چندین شکست به میان ترکمانان گریخت. سرانجام با وساطت آقامحمدخان (که در شیراز به سر می‌برد) بین حسینقلی‌خان و کریم‌خان صلح برقرار شد.

## مرگ
حسینقلی‌خان در سال ۱۱۹۱ (قمری) به دست یکی از غلامانش کشته شد و در گرگان مدفون شد. هنگامی که همسرش قصد زیارت عتبات را داشت، استخوان‌های او و محمدحسن‌خان (پدرشوهرش) را با خود به نجف برده و آنجا دفن کرد.
اندکی پس از کشته شدن حسینقلی‌خان، پسرش به‌دنیا آمد که نام او را حسینقلی گذاشتند.